# إقليم الصومال الإيطالي
إقليم الصومال الإيطالي(1949-1960) كان واحدا من أقاليم الامم المتحدة والتي تشكلت عقب تفكك الصومال الإيطالي وخضعت تحت الوصاية الإيطالية.

## تاريخ
في العام 1941، تم احتلال الصومال الإيطالية من قبل القوات البريطانية وكتائب من جنوب أفريقيا كجزء من الحملة في شرق أفريقيا في الحرب العالمية الثانية. واصل البريطانيون لإدارة المنطقة حتى نوفمبر 1949، عندما أنشأ الصومال الإيطالي إقليماَ بمساعدة الأمم المتحدة، تخضع تحت الإدارة الإيطالية.
في الخمسينات من القرن العشرين، تدفقت مساعدات من الأمم المتحدة في وجود مسؤولين من ذوي الخبرة الإيطالية الذين جاءوا لرؤية المنطقة، وتطوير البنية التحتية التعليمية وازدهرت المنطقة ومرت عشر سنوات نسبيا دون وقوع حوادث، وتميزت إيجابيا في كافة جوانب الحياة المحلية.
كانت الإيطالية لغة رسمية في الصومال الإيطالي في عهد الانتداب، فضلا عن السنوات الأولى من الاستقلال. في عام 1954، أنشأت الحكومة الإيطالية في مرحلة مؤسسات القانون والاقتصاد والدراسات الاجتماعية في مقديشو، عاصمة الإقليم. وكانت هذه المؤسسات تدار من قبل من جامعة روما، التي وفرت كل مواد التعليم، وأعضاء هيئة التدريس والإدارة.

## محافظو الإقليم
- جيوفاني Fornari 1949 to 21 نوفمبر 1953
- هنري مارتن 1954-1957
- هنري Anzillotti 1957 to 24 يوليو 1958
- ماريو ستيفانو، 24 يوليو 1958 to 1 يوليو 1960